# Чернухин, Николай Алексеевич
Никола́й Алексе́евич Черну́хин (25 октября 1935, пос. Степной, Воронежская область — 8 мая 2005, Тюмень) — советский партийный, государственный деятель, председатель Тюменского облисполкома (1985—1990).

## Биография
Окончил Азово-Черноморский институт механизации и электрификации сельского хозяйства в 1958 году, ВПШ при ЦК КПСС — в 1971 году.
Был председателем исполкома Тюменского областного Совета народных депутатов; депутатом Верховного Совета РСФСР, народным депутатом РФ (1990—1993).
С 1994—2000 гг. — управляющий Тюменским региональным отделением Фонда социального страхования Российской Федерации.
Затем работал директором представительства межотраслевой внешнеэкономической ассоциации «Продинтерн» (г. Тюмень).

## Награды и звания
Орден Ленина, два ордена Трудового Красного Знамени, орден «Знак Почёта», семь медалей.